# Осказале (Кремона)
Осказале (итал. Oscasale) је насеље у Италији у округу Кремона, региону Ломбардија.
Према процени из 2011. у насељу је живело 142 становника. Насеље се налази на надморској висини од 63 м.